# Afroleptomydas lampronotus
Afroleptomydas lampronotus är en tvåvingeart som beskrevs av Hesse 1969. Afroleptomydas lampronotus ingår i släktet Afroleptomydas och familjen Mydidae. Inga underarter finns listade i Catalogue of Life.